# Paracrias gnomus
Paracrias gnomus är en stekelart som beskrevs av Christer Hansson 2002. Paracrias gnomus ingår i släktet Paracrias och familjen finglanssteklar.
Artens utbredningsområde är:
- Colombia.
- Costa Rica.
- Honduras.

Inga underarter finns listade i Catalogue of Life.